# You Know Me
"You Know Me" é uma canção escrita por Kelvin Andrews, Francoise Hardy, Danny Spencer e Robbie Williams, gravada pelo cantor Robbie Williams.
É o segundo single do oitavo álbum de estúdio lançado a 9 de Novembro de 2009, Reality Killed the Video Star.

## Paradas
| Parada (2009)                       | Posições |
| ----------------------------------- | -------- |
| Austrália - ARIA Charts             | 33       |
| Áustria- Ö3 Austria Top 40          | 25       |
| Bélgica - Ultratop 50 (Flandres)    | 17       |
| Bélgica - Ultratop 40 (Valônia)     | 31       |
| Dinamarca - Hitlisten               | 22       |
| Países Baixos - Acharts.us          | 10       |
| Europa - Billboard European Hot 100 | 15       |
| Alemanha - Media Control Charts     | 26       |
| Hungria - MAHASZ                    | 14       |
| Irlanda - IRMA                      | 22       |
| Espanha - PROMUSICAE                | 22       |
| Suécia - Sverigetopplistan          | 35       |
| Suíça - Schweizer Hitparade         | 51       |